# Liste bedeutender Seeunfälle 1801–1850
Diese Liste schwerer Seeunfälle 1801–1850 verzeichnet Unglücke der Seefahrt, bei denen Tote oder hohe Sachschäden zu beklagen waren.

## Liste
| Datum                  | Name                          | Tote           | Hergang |
| ---------------------- | ----------------------------- | -------------- | --- |
| 5. Februar 1805        | Earl of Abergavenny           | 261            | Der Ostindienfahrer Earl of Abergavenny strandete auf dem Weg nach Indien aufgrund schlechten Wetters und eines inkompetenten Lotsen auf einer Sandbank in der Nähe von Weymouth (Dorset), England. Das Schiff kam zwar wieder frei, sank aber beim Versuch, Weymouth zu erreichen, wobei 261 der 405 Menschen an Bord starben, darunter der Kapitän John Wordsworth, ein Bruder des Dichters William Wordsworth. Modernen Untersuchungen des Wracks ergaben, dass konstruktive Mängel eine Schlüsselrolle beim plötzlichen Untergang des Schiffs gespielt haben. |
| 25. Dezember 1806      | Stotfield fishing disaster    | 21             | Drei Fischerboote des am Moray Firth gelegenen Fischerortes Stotfield Schottland wurden von einem plötzlich aufkommenden Sturm überrascht und konnten nicht mehr in den Heimathafen zurückkehren. Alle 21 an Bord befindlichen Personen und somit alle arbeitsfähigen Männer von Stotfield kamen bei dem Unglück ums Leben. |
| Februar 1807           | Blenheim und Java             | etwa 820       | Das britische Linienschiff Blenheim (74 Kanonen) und die begleitende Fregatte Java (32 Kanonen) gingen vermutlich in einem Zyklon nahe der Insel Rodrigues mit ihren Besatzungen im Indischen Ozean verloren. Das genaue Datum des Unglücks ist unbekannt, die Schiffe verließen am 12. Januar Madras Richtung Kapstadt. Unter den ca. 820 Ertrunkenen (600 der Blenheim, 220 der Java) war auch Konteradmiral Thomas Troubridge und der Kanonier James Morrison. |
| 16. August 1809        | Meikle Ferry                  | 99             | Aufgrund von Überladung kenterte ein Fährschiff im Ostteil des Dornoch Firth in Schottland; 99 Menschen ertranken. |
| November/Dezember 1811 | Baltikum-Konvoi               | mehr als 2.000 | Ein aus etwa 130 britischen Handels- und Kriegsschiffen bestehender Konvoi mit der Victory wurde im November und Dezember 1811 auf dem Weg von Schweden nach Großbritannien in dänischen Gewässern von mehreren schweren Stürmen getroffen. Allein bei der Strandung der beiden Linienschiffe Defence (74 Kanonen) und St George (90 Kanonen) an der Westküste Jütlands starben 1.407 Seeleute, nur 18 konnten gerettet werden; bei Texel sank das Linienschiff Hero. Von den 550 Mann überlebten nur acht (anderen Quellen zufolge gab es keine Überlebenden). Eine große Anzahl an Handelsschiffen ging ebenfalls verloren, insgesamt starben mehr als 2.000 britische Seeleute, mehr als im Kampf in den Koalitionskriegen gefallen sind. Neben der verspäteten Abfahrt des Konvois wegen widriger Winde wird die mangelhafte Navigationsausstattung der Royal Navy als Ursache der Tragödie genannt.                                          |
| 31. August 1812        | Salvador                      | 470            | Der spanische Truppentransporter Salvador strandete auf dem Weg von Spanien nach Montevideo im Mündungsgebiet des Río de la Plata während eines Sturms auf einer Sandbank, brach auseinander und sank. Von den etwa 600 Menschen an Bord – größtenteils Soldaten, die einen Aufstand gegen die spanische Kolonialherrschaft niederschlagen sollten – ertranken 470. Es handelt sich um das schwerste Schiffsunglück in der Geschichte von Uruguay. |
| 9. August 1815         | Epervier                      | 134            | Nach dem Passieren der Straße von Gibraltar, auf dem Weg von Algier nach den USA, sank im Atlantik aus ungeklärten Gründen die amerikanische Korvette Epervier. Höchstwahrscheinlich war das Schiff um den 9. August 1815 im Mittelatlantik in einen Hurrikan geraten und mit der gesamten Besatzung von 134 Mann gesunken. |
| 2. Juli 1816           | Méduse                        | 140            | Die Fregatte erlangte Berühmtheit durch ihre katastrophale Evakuierung nach der Strandung an der Arguin-Sandbank. 140 Passagiere und Crewmitglieder starben. Das Unglück erregte Aufmerksamkeit in ganz Europa und führte aufgrund der Inkompetenz des Schiffskapitäns und der schlechten Rettungsaktion zu einem Skandal in der französischen Regierung. Diese Katastrophe ist Gegenstand mehrerer bemerkenswerter Gemälde. Das bekannteste ist „Das Floß der Medusa“ im Louvre. |
| 20. November 1820      | Essex                         | 12             | Der Walfänger Essex, ein Segler mit Holzrumpf, wurde von einem Wal angegriffen und sank dadurch. Die Mannschaft rettete sich auf drei kleine Walfangboote und durchquerte in einer 3.500 Seemeilen langen Reise den halben Südpazifik. Drei Männer blieben auf der kleinen Pazifikinsel Henderson zurück, es kam zu Kannibalismus in den Booten. Mit den Männern auf Henderson überlebten acht der 20 Mann starken Besatzung. Diese Katastrophe war die Vorlage für Herman Melvilles Roman „Moby-Dick“. |
| 5. Februar 1822        | Tek Sing                      | mehr als 1600  | Die chinesische Dschunke Tek Sing (dt.: Wahrer Stern) segelte im Januar 1822 mit einer Ladung Porzellan, mehr als 200 Mann Besatzung und mindestens 1.600 Passagieren an Bord von der chinesischen Hafenstadt Amoy in Richtung Java, lief im südchinesischen Meer auf das Belvidere-Riff und sank. Ein chinesisches Begleitschiff nahm zwar im Vorbeifahren 18 Schiffbrüchige auf, stoppte aber nicht. Zwei Tage später segelte der britische Ostindiensegler Indiana unter dem Kommando von Kapitän James Pearl an der Unfallstelle vorbei. Seine Mannschaft rettete unter Einsatz des eigenen Lebens 180 Schiffbrüchige. Trotzdem starben mindestens 1.600 Menschen – etwa 100 Opfer mehr als beim Untergang der Titanic. |
| 22. Oktober 1825       | Baron of Renfrew              | 2              | Der britisch-kanadische Einweg-Frachtsegler Baron of Renfrew strandete nach einer fast zweimonatigen Reise über den Atlantik im Ärmelkanal. Von der Crew von 25 Mann starben zwei Personen. Das auseinandergebrochene Wrack wurde am 25. Oktober von zwei Schleppern abgeschleppt und ins französische Calais gebracht. |
| 12. März 1835          | George III                    | 133 (+14)      | Das Sträflingsschiff George III segelte im Dezember 1834 ab Woolwich nach Hobart, Van-Diemens-Land, mit 308 Personen, davon 220 Sträflingen, an Bord. Etwa auf Höhe des Äquators brach ein Feuer aus, das große Teile des Proviants zerstörte, was in der Folge zum Ausbruch von Skorbut führte, der unter den Sträflingen bereits 14 Todesopfer forderte. Als sie Van-Diemens-Land erreichte, entschied man, um Zeit zu sparen, durch den D’Entrecasteaux-Kanal zu segeln. Gegen 9:15 Uhr kollidierte das Schiff mit einem Felsen und zerbrach in den folgenden Stunden in der schweren See. Um die geordnete Evakuierung der Passagiere zu ermöglichen, wurden die Sträflinge unter Deck zurückgehalten. Um der Panik Herr zu werden, wurden mehrere Schüsse in die Menge gefeuert, wobei ein bis drei Sträflinge umkamen. Über die Hälfte von ihnen, darunter die Kranken in ihren Betten, ertranken. Von den 133 Opfern waren 128 Sträflinge. |
| 7. September 1838      | Forfarshire                   | ca. 42         | Der Raddampfer Forfarshire von der „Dundee & Hull Shipping Company“ lief am 5. September in Kingston upon Hull mit über 60 Passagieren und Fracht an Bord aus. Am 7. September prallte er bei stürmischer See vor den Farne-Inseln an die Klippen und zerbrach. Von den Passagieren konnten sich einige selbst retten. Weitere neun konnten von Grace Darling und ihrem Vater, dem Leuchtturmwärter, unter Einsatz ihres Lebens ebenfalls gerettet werden. Wegen ihres Rettungseinsatzes wurde die junge Grace Darling landesweit berühmt und als Heldin gefeiert. |
| 13. Januar 1840        | Lexington                     | 139            | Nur wenige Stunden nach dem Ablegen in Manhattan brannte der Raddampfer Lexington auf dem East River ab. Den meisten Passagieren blieb nur der Sprung ins um null Grad Celsius kalte Wasser. Bei der schwersten Dampferkatastrophe im Long Island Sound kamen 139 der 143 Menschen an Bord ums Leben. |
| März 1841              | President                     | 109            | Der Raddampfer President (2.366 BRT), das größte Dampfschiff seiner Zeit, legte am 11. März 1841 in New York mit 81 Besatzungsmitgliedern und 28 Passagieren zu einer Überfahrt nach Liverpool ab. Nach einer letzten Sichtung am 13. März in der Georges Bank verschwand die President spurlos. Bei der letzten Sichtung kämpfte das Schiff mit stürmischen Winden und hohen Wellen. |
| 16. Juni 1844          | Manchester                    | um 31          | Auf dem Wege von Kingston upon Hull nach Hamburg strandete der Raddampfer Manchester in der Nacht vom 15. zum 16. Juni 1844 um etwa 1:30 Uhr während eines schweren Sturms in der Elbmündung auf einer Sandbank vor Trischen, wobei niemand von den Passagieren oder der Besatzung überlebte. Sowohl Leichname als auch umfangreiches Frachtgut wurden bei Hedwigenkoog und Cuxhaven an Land gespült. |
| 4. August 1845         | Cataraqui                     | 399            | Das britische Auswandererschiff Cataraqui wurde auf dem Weg von Liverpool nach Australien in einem Sturm in der Bass-Straße auf die Klippen von King Island geschleudert und brach auseinander. Beim schwersten zivilen Schiffsunglück in der Geschichte Australiens starben 399 Passagiere und Besatzungsmitglieder, nur neun Überlebende konnten sich retten. |
| April 1847             | Volumnus                      | 9              | Vor der jütländischen Westküste strandete die Bark Volumnus. Durch eine private vom dänischen Justizrat organisierte Rettungsaktion konnten vier der 13 Besatzungsmitglieder aus aussichtsloser Lage gerettet werden. Die Rettungstat gilt heute als Geburtsstunde des dänischen Seenotrettungswesens. |
| 15. April 1847         | Cleopatra                     | etwa 300       | Die Seitenrad-Dampffregatte der Britischen Ostindien-Kompanie sank auf der Fahrt von Bombay nach Singapur in einem Zyklon zwischen der Malabarküste und den Lakkadiven. Die gesamte 151-köpfige Besatzung, etwa 100 indische Strafgefangene, die nach Singapur gebracht werden sollten, und deren gesamte aus Marineinfanteristen bestehende Wachmannschaft kamen ums Leben. |
| 22. November 1847      | Phoenix                       | ca. 250        | Der Raddampfer Phoenix war mit etwa 300 Menschen an Bord auf dem Michigansee unterwegs von Buffalo nach Chicago. Überhitzte Dampfkessel setzten die Holzverkleidung des Dampfers in Brand, der daraufhin in Flammen aufging und 5 km vor Sheboygan ausbrannte. Nur 42 Menschen überlebten eines der schwersten Schiffsunglücke auf den Großen Seen. |
| 28. August 1848        | Fischerunglück im Moray Firth | 100            | Eine Flotte von 800 Fischerbooten, die zum Heringsfang auf den Moray Firth ausgelaufen war, wurde von einem plötzlich aufkommenden Sturm überrascht. Beim Versuch, in die Häfen zurückzukehren, sanken 124 Fischerboote bzw. wurden an den Klippen zerschlagen, wobei insgesamt 100 Besatzungsmitglieder der Boote ums Leben kamen. |
| 24. August 1848        | Ocean Monarch                 | 178            | Wenige Stunden nach dem Auslaufen aus Liverpool ging die Bark Ocean Monarch, die mit knapp 400 Menschen auf dem Weg nach Boston war, vor Llandudno an der walisischen Küste in Flammen auf. Vier in der Nähe befindliche Schiffe konnten 208 Menschen retten, doch 178 Passagiere und Besatzungsmitglieder kamen um. |